# Imma confluens
Imma confluens är en fjärilsart som beskrevs av Edward Meyrick 1932. Imma confluens ingår i släktet Imma och familjen Immidae. Inga underarter finns listade i Catalogue of Life.